# Шуруков, Музакир Эрамузович
Музакир Эрамузович Шуруков — советский оператор-постановщик.

## Биография
Родился в Кабардино-Балкарии.
М. Э. Шуруков с 1951 года и по 1972 год работал оператором-постановщиком на киностудии «Ленфильм».
Чаще всего сотрудничал с известным режиссёром Геннадием Казанским: «Старик Хоттабыч» (1956), «Не имей 100 рублей…» (1959), «И снова утро» (1960) и «Грешный ангел» (1962).
Член Союза кинематографистов СССР (Свердловское отделение).

## Фильмография
1. 1941 — Антон Иванович сердится (ассистенты оператора: Илья Гольдберг, Музакир Шуруков) (Режиссёр-постановщик: Александр Ивановский)
2. 1951 — Советская Кабарда (документальный) (короткометражный) (совместно с Сергеем Ивановым) (Режиссёры-постановщики: Анатолий Граник, Тамара Родионова)
3. 1953 — Над Неманом рассвет (2-й оператор) (Режиссёр-постановщик: Александр Файнциммер)
4. 1953 — Лес (совместно с Соломоном Беленьким) (Режиссёры-постановщики: Владимир Венгеров, Семён Тимошенко)
5. 1956 — Старик Хоттабыч (Режиссёр-постановщик: Геннадий Казанский)
6. 1958 — Высокая должность (Режиссёр-постановщик: Борис Кимягаров)
7. 1958 — Пучина (Режиссёр-постановщик: Антонин Даусон, Юрий Музыкант)
8. 1959 — Люди голубых рек (Режиссёр-постановщик: Андрей Апсолон)
9. 1959 — Не имей 100 рублей… (Режиссёр-постановщик: Геннадий Казанский)
10. 1960 — И снова утро (Режиссёр-постановщик: Геннадий Казанский)
11. 1961 — Самые первые (Режиссёр-постановщик: Анатолий Граник)
12. 1962 — Грешный ангел (Режиссёр-постановщик: Геннадий Казанский)
13. 1965 — Знойный июль (Режиссёр-постановщик: Виктор Трегубович)
14. 1965 — Осетинская легенда (Режиссёр-постановщик: Азанбек Джанаев)
15. 1969 — Приятный сюрприз (короткометражный) (Режиссёр-постановщик: Марк Генин)
16. 1972 — Красные пчёлы (совместно с Борисом Тимковским) (Режиссёр-постановщик: Леонид Макарычев)

Был ассистентом операторов фильмов «Мужество» (1939) и «Антон Иванович сердится» (1941), вторым оператором фильмов «Его зовут Сухэ-Батор» (1942), «Золушка» (1947), «Над Неманом туман» (1953).

## Награды
- Медаль «За трудовую доблесть» (6 марта 1950 года) — за выдающиеся заслуги в развитии советской кинематографии, в связи с 30-летием[1].